# Stal Ostrów Wielkopolski
Lo Stal Ostrów Wielkopolski, noto anche come Arged BM Slam Stal Ostrów Wielkopolski per motivi di sponsor, è una società cestistica avente sede a Ostrów Wielkopolski, in Polonia. Fondata nel 1947, gioca nel campionato polacco.

## Roster 2021-2022
Aggiornato al 1º settembre 2021.
|    | Naz.                                   | Ruolo | Sportivo             | Anno | Alt. | Peso | Note |
| -- | -------------------------------------- | ----- | -------------------- | ---- | ---- | ---- | ---- |
| 0  | Stati Uniti (bandiera)                 | P     | James Florence       | 1988 | 185  | 84   |      |
| 1  | Stati Uniti (bandiera)                 | G     | James Palmer         | 1996 | 196  | 94   |      |
| 2  | Stati Uniti (bandiera)                 | G     | Trey Drechsel        | 1996 | 198  | 93   |      |
| 3  | Polonia (bandiera)                     | P     | Łukasz Wojciechowski | 1988 | 184  |      |      |
| 5  | Svezia (bandiera)                      | AG    | Denzel Andersson     | 1996 | 204  | 95   |      |
| 7  | Polonia (bandiera)                     | G     | Aleksander Załucki   | 1998 | 194  |      |      |
| 8  | Stati Uniti (bandiera)                 | AG    | Mike Young           | 1994 | 203  | 107  |      |
| 10 | Polonia (bandiera)                     | G     | Igor Wadowski        | 1996 | 196  | 85   |      |
| 12 | Polonia (bandiera)                     | A     | Jarosław Mokros      | 1990 | 200  | 101  |      |
| 18 | Polonia (bandiera) · Italia (bandiera) | C     | Jakub Wojciechowski  | 1990 | 213  | 112  |      |
| 55 | Polonia (bandiera)                     | PG    | Michał Pluta         | 2002 | 192  |      |      |
| 77 | Polonia (bandiera)                     | AG    | Damian Kulig         | 1987 | 206  | 110  |      |
|    | Stati Uniti (bandiera)                 | AP    | Terry Larrier        | 1995 | 201  | 84   |      |

### Staff tecnico
- Allenatore:  /  Igor Miličić
- Assistente:  Andrzej Urban

## Cestisti
- Łukasz Majewski 2016-2019

## Palmarès
- Campionato polacco: 1

2020-2021
- Coppa di Polonia: 2

2019, 2022
- Supercoppa polacca: 1

2022